# Lecanthus pileoides
Lecanthus pileoides är en nässelväxtart som beskrevs av Chien och C.J. Chen. Lecanthus pileoides ingår i släktet Lecanthus och familjen nässelväxter. Inga underarter finns listade i Catalogue of Life.